# Шина (народ)
Шина (Шин) је мали индоевропски (дардски) народ насељен у долинама Хунза, Астор, Јасин, Ишкоман, Тангор, Дарел и другим мањим долинама у Гилгиту, Дијамеру, Балтистану и Кохистану и преко 20.000 у Индији. Шине су традиционално подељени на 4 заједнице: племена Дом у Пакистану (500, 1989), који су по занимању музичари и ковачи, говоре језиком домаки и на последњем су, четвртом, месту лествице; затим група Камин, која је на трећем месту у друштву, бави се пољопривредом и њени припадници су углавном сиромашни; племе Јешкун доселило се у Гиглит, Пунијал, Јасин, Ишкоман и Читрал у Пакистан преко Хиндукуша и аријевског су порекла; племе Шина има највиши статус у целој овој групи, а њихов језик говори се већином у Гилгиту и Дијамеру.